# لزلی هدلند
لزلی هدلند (انگلیسی: Leslye Headland؛ زادهٔ ۱۹۸۰) کارگردان، تهیه‌کننده، فیلم‌نامه‌نویس و نمایش‌نامه‌نویس آمریکایی است. او به خاطر تئاتر و فیلم زنان ازدواج‌نکرده و فیلم خوابیدن با دیگران شناخته می‌شود. او یکی از سازندگان مجموعه نتفلیکس، عروسک روسی در کنار ناتاشا لیون و ایمی پولر است.